# Франклінтаун (Пенсільванія)
Франклінтаун (англ. Franklintown) — місто (англ. borough) в США, в окрузі Йорк штату Пенсільванія. Населення — 518 осіб (2020).

## Географія
Франклінтаун розташований за координатами 40°4′34″ пн. ш. 77°1′46″ зх. д. / 40.07611° пн. ш. 77.02944° зх. д. (40.076044, -77.029539).  За даними Бюро перепису населення США в 2010 році місто мало площу 0,65 км², уся площа — суходіл.

## Демографія
Згідно з переписом 2010 року, у селищі мешкало 489 осіб у 210 домогосподарствах у складі 136 родин. Густота населення становила 755 осіб/км².  Було 227 помешкань (350/км²).
Расовий склад населення:
| - 95,1 % — білих - 1,4 % — чорних або афроамериканців - 0,4 % — азіатів - 1,2 % — осіб інших рас |

До двох чи більше рас належало 1,8 %. Частка іспаномовних становила 2,5 % від усіх жителів.
За віковим діапазоном населення розподілялося таким чином: 26,4 % — особи молодші 18 років, 65,8 % — особи у віці 18—64 років, 7,8 % — особи у віці 65 років та старші. Медіана віку мешканця становила 35,2 року. На 100 осіб жіночої статі у селищі припадало 98,8 чоловіків;  на 100 жінок у віці від 18 років та старших — 92,5 чоловіків також старших 18 років.
Середній дохід на одне домашнє господарство  становив 57 344 долари США (медіана — 54 904), а середній дохід на одну сім'ю — 55 586 доларів (медіана — 58 229). Медіана доходів становила 49 063 долари для чоловіків та 35 357 доларів для жінок. За межею бідності перебувало 15,8 % осіб, у тому числі 22,1 % дітей у віці до 18 років та 29,6 % осіб у віці 65 років та старших.
Цивільне працевлаштоване населення становило 270 осіб. Основні галузі зайнятості: освіта, охорона здоров'я та соціальна допомога — 19,3 %, мистецтво, розваги та відпочинок — 13,0 %, транспорт — 11,1 %, роздрібна торгівля — 9,3 %.